# بني مهارون (الواد)
بني مهارون هي إحدى مشيخات المملكة المغربية، تتبع جغرافيا لإقليم تطوان وإداريًا لالواد. يقدر عدد سكانها بـ 6161 نسمة حسب الإحصاء الرسمي للسكان والسكنى لسنة 2004.